# Nicholas Pocock
Nicholas Pocock (Bristol, 2 maggio 1740 – Cookham, 9 marzo 1821) è stato un pittore inglese, specializzato in battaglie navali. Espose complessivamente 320 opere, 182 alla Watercolour Society, 113 alla Royal Academy, e venticinque al British Institution.

## Biografia

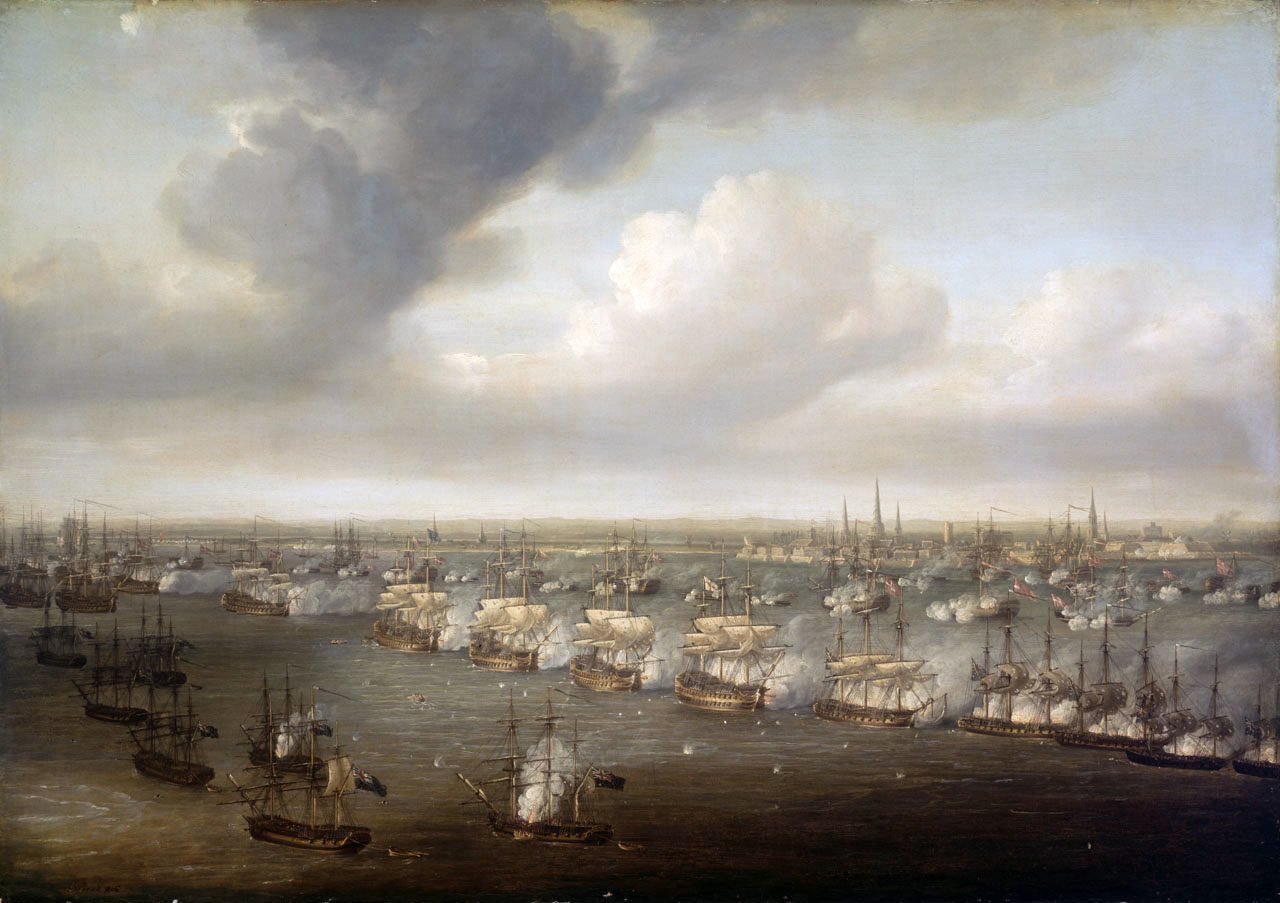
Dipinto a volo d’uccello di Pocock della Battaglia di Copenaghen (1801)

Nacque a Bristol  il 2 maggio 1740, figlio maggiore di Nicholas (1709-15 gennaio 1759),  di professione mercante, e di Mary Innes. Rimasto orfano in tenera età, seguì la professione di suo padre, imbarcandosi sulle navi mercantili del mercante Richard Champion. Nel 1767, all'età di 26 anni, divenne comandante del Lloyd, una delle navi nave mercantili di Champion, per poi passare al comando della Minerva. Durante il tempo passato in mare divenne un abile artista, disegnando ad inchiostro indiano schizzi di navi e scene di vita costiera per i suoi libri di bordo. 
Nel 1778 il suo datore di lavoro divenne finanziariamente insolvente a causa degli effetti sul commercio transatlantico dello scoppio guerra d'indipendenza americana. In conseguenza di questo dovette abbandonare la vita in mare, e si dedicò unicamente alla pittura. La prima delle sue opere fu mandata nel 1780 alla Royal Academy per essere esposta, ma arrivò troppo tardi, ma fu apprezzata da Sir Joshua Reynolds che lo incoraggiò a continuare. La prima opera esposta alla Royal Academy fu A View for Redcliffe Church from the Sea Banks esposta nel 1782.
Nel corso di quello stesso anno fu incaricato di produrre una serie di dipinti che dovevano illustrare la vittoria sui francesi ottenuta da Sir George Brydges Rodney nella battaglia delle Saintes. Nel 1789 si trasferì a Londra, dove la sua reputazione e i suoi contatti  continuarono a crescere. Divenuto uno dei pittori preferiti da Sir Samuel Hood, fu nominato ufficialmente pittore marittimo da Re Giorgio III. 

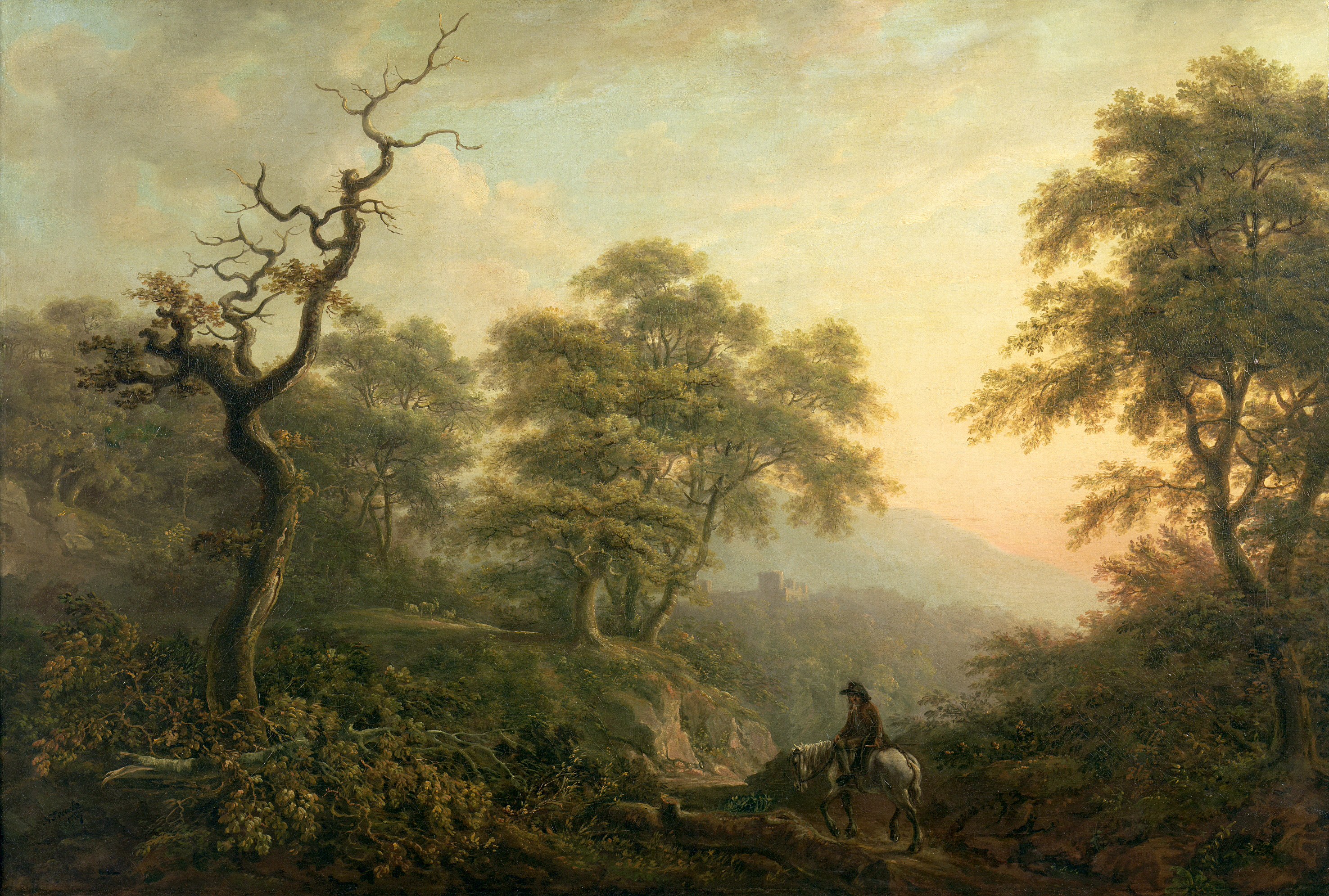
Paesaggio con figure (Museo del Prado)

Nel produrre i suoi dipinti navali egli conduceva ricerche approfondite, arrivando ad intervistare i testimoni oculari sulle condizioni meteorologiche e del vento, nonché sulle posizioni, le condizioni e l'aspetto delle loro navi; e disegnando piani dettagliati della battaglia e schizzi preliminari delle singole navi. Fu addirittura presente alla battaglia navale poi denominata Glorioso Primo di Giugno, avvenuta nel 1794, imbarcato bordo della fregata Pegasus. 
Oltre ai grandi dipinti a olio che raffigurano battaglie navali, produsse anche molti acquerelli che ritraevano scene costiere e navi. Sposato con la signora Ann Evans di Bristol dal 1780, la coppia ebbe otto figli. Nel 1804 prese parte alla fondazione della Watercolour Society, poi Royal Society of Painters in Watercolors, di cui in seguito rifiutò la presidenza. 
Nel 1817 lasciò Londra per trasferirsi a Bath, stabilendosi al numero 35 di St. James' Parade. 
Si spense il 9 marzo 1821 a Ray Lodge, nella parrocchia di Cookham, vicino a Maidenhead (Berkshire),  presso la casa di suo figlio maggiore Isaac, venendo poi sepolto nella locale chiesa parrocchiale. Due dei suoi nipoti, Alfred Downing Fripp e George Arthur Fripp, furono anche loro artisti.

### Annotazioni
1. ↑  Fu battezzato il 28 maggio 1742 presso la St Stephen's Church, sita Prince Street,
2. ↑  Nel 1796 viveva al 12 di Great George Street, Westminster, dove la cerchia di visitatori comprendeva molti ammiragli e altri ufficiali della Royal Navy e diverse celebrità teatrali, tra cui i Kembles e la signora Siddons.

### Fonti
1. 1 2 3 4 5 6 7 8 9 10 11  Berkshirehistory.
2. ↑  Cave, Nichols 1835, p. 657.
3. 1 2 3  Chatterton 1967, p. 167.